# Toilet (film 2022)
Toilet è un film del 2022 scritto, diretto ed interpretato da Gabriele Pignotta.

## Trama
Flavio Bretagna si ritrova solo e sperduto e rinchiuso in un bagno di un'area di servizio. Mentre cerca un modo per capire dove si trovi la vita fuori va avanti senza di lui con un'offerta di lavoro che aspettava da tempo e col compleanno di sua figlia con la quale cerca di recuperare il suo rapporto.

## Distribuzione
Il film è stato distribuito nelle sale cinematografiche italiane a partire dal 13 luglio 2022.